# Anders Scarinus
Anders (Andreas) Abrahami Scarinus var en svensk tapetmålare och krögare verksam under förra hälften av 1700-talet.
Scarinus blev student vid Uppsala universitet 1721 och bosatte sig därefter i Stockholm där han gifte sig. Han var anställd som tapetmålare hos änkan efter tapetmålaren Johan Rosenthal och begärde på 1740-talet att få bli mästare vid Stockholms tapetmålarskrå. Hans ansökan avslogs och gav honom rådet att fortsätta med dem krögarenärig som han drivit tidigare och att han inte skulle befatta sig med ett yrke som han inte hade fullt begrep. Trots avslaget fortsatte han sina verksamheter som tapetmålare och krögare och uppges ha dött i misär.